# Henri Désiré Landru
Henri Désiré Landru (Paris, 12 de abril de 1869 – Versalhes, 25 de fevereiro de 1922) foi um assassino em série francês, que recebeu a alcunha de Barba Azul. Serviu no Exército durante a Primeira Guerra Mundial e após isso viveu sequelado e passou a seduzir viúvas de guerra por correspondência para assassiná-las e depois ficar com seu dinheiro. O julgamento de Landru foi considerado um espetáculo para o povo francês que se encontrava fragilizado com os horrores do pós-Guerra, a atenção para o julgamento foi tamanha que foram ignoradas as negociações dos Acordos de Versalhes que objetivavam punir a Alemanha por iniciar o conflito. Após uma série de julgamentos e a presença de testemunhas, Landru foi condenado à morte pela guilhotina e executado no dia 25 de Fevereiro de 1922.

## Biografia e crimes
Nascido em Paris, no bairro de Puebla, frequentou uma escola de frades e se interessava muito pelos assuntos da Igreja até o terceiro grau, quando abandonou a escola e começou a trabalhar em um escritório de arquitetura. Lá ele teve uma filha com Marie Catherine e alguns anos após deixar a escola ele passou quatro anos no Exército, quando retornou, passou de emprego a emprego até se tornar um golpista. Ele seduziu uma prima e teve uma filha com ela, mas se casou com outra, dois anos depois, com quem teve quatro filhos. Sofreu um golpe financeiro, aplicado por um falso patrão, o que o enfureceu e provavelmente lhe serviu de inspiração. Em 1900 foi condenado a dois anos por fraude envolvendo viúvas. Foi a primeira de várias outras condenações. Em 1902 foi condenado pelo roubo de diversas bicicletas enquanto era dono de um escritório. Após ser liberto criou uma outra empresa e prometeu aos investidores participações nos lucros, cada uma das pessoas tinha que investir de três mil a quatro mil francos, mas ele foi descoberto como fraudador e foi preso novamente.
Logo que saiu da cadeia, ele fez a bula do casamento, ele casou com uma mulher, mas ela o denunciou porque descobriu que era uma farsa. Denunciado, ficou mais três anos na cadeia. Em 1912 ele sai, comete mais vigarices e acaba preso por mais quatro anos.
Em 1914 Landru ficou viúvo e começou a trabalhar meio-período como comerciante de móveis. Nessa época ele resolveu colocar anúncios nos jornais de Paris buscando atrair viúvas para encontros com "intenção de matrimônio". Com a Primeira Guerra Mundial, grande quantidade de homens se alistaram e eventualmente morriam durante o serviço militar ou acabavam sequelados pelas péssimas condições de vida nas trincheiras, deixando muitas mulheres viúvas e por casar que Landru pretendia assediar utilizando vários pseudônimos. Landru iniciou os assassinatos, provavelmente por estrangulamento. Depois queimava e desmembrava os corpos das vítimas Os métodos utilizados variavam, assim como os locais em que as vítimas eram mortas, além do fato de que os corpos não eram encontrados, fazendo com que a polícia acreditasse que estavam desaparecidas. Segundo testemunhas vizinhas de Landru na comuna de Gambais, por vezes sua chaminé exalava um odor fétido, porém até a época das acusações creditavam esse fato ao uso de materiais de baixa qualidade, no entanto, especialistas consideram isso uma prova de que ele queimava os corpos das vítimas.
De 1914 a 1918, Landru eliminou onze vítimas: dez mulheres e um filho adolescente de uma delas. Landru também usava uma grande variedade de lugares para atrair as mulheres, como se percebe nas correspondências com elas. Dessa forma passava-se também a impressão de que os crimes não possuíam ligação um com o outro e que eram cometidos por pessoas diferentes. De fato, a própria polícia não encontrou provas tão concretas de que Landru foi responsável por todas as mortes, apesar de terem encontrado um bloco de anotações com os valores dos golpes por ele realizados e os nomes das vítimas em sua casa no distrito de Gambais. Em seu aniversário de 50 anos, ele é preso pelo desaparecimento das senhoras Collomb e Buisson. Após isso, sua foto é divulgada e logo mais acusações chegam até a polícia.
Em 1919, Madame Buisson, denunciou o desaparecimento de sua irmã, uma das vítimas de Landru. Ela não sabia o nome verdadeiro dele, mas conhecia a aparência do assassino. Com essas indicações a polícia chegou a Landru, mas não conseguiram provar os assassinatos pois não foram encontrados os corpos. Somente encontrando os recortes dos anúncios e as correspondências enviadas e recebidas, inclusive para a irmã de Madame Buisson, combinadas com outros documentos encontrados em sua residência e o testemunho de diversas mulheres, conseguiram propor a pena de morte para Landru, que foi executado pela guilhotina na manhã do dia 25 de Fevereiro de 1922, aos 52 anos. Durante todo o julgamento o povo se surpreendeu com o homem, pois acreditavam que ele era um monstro impiedoso, porém se demonstrou bastante calmo e até um tanto quanto comovido ou com remorso, além de que ele tinha uma aparência simples e bastante discreta.

## Cultura popular
- Landru foi a inspiração de Charlie Chaplin para o filme Monsieur Verdoux (1947).
- Os eventos inspiraram Landru, filme de 1962, dirigido por Claude Chabrol.
- Landru foi executado em uma guilhotina, objeto que foi usado ainda pelos próximos 55 anos até o ano de estreia de Star Wars: Episódio IV – Uma Nova Esperança.
- O advogado de Landru, possuía um ferimento na perna que não o permitia andar bem. Devido a esse fato, criou-se a alcunha de que "A Justiça é coxa" no caso Landru.